# ウサマ・ラシド
ウサマ・ジャバル・シャフィーク・ラシド（アラビア語: أسامة رشيد、Osama Jabbar Shafeeq Rashid、1992年1月17日-）は、イラクのプロサッカー選手。プリメイラ・リーガのFCヴィゼラ所属、ポジションはMF。サッカーイラク代表。

## 来歴
イラクのキルクークで生まれ、幼少期にオランダに移住をした。
1999年、フェイエノールトのユースに入団した。10年以上在籍し、近年フェイエノールトのアカデミーを卒業した選手の中で最も有望な選手の一人だった。他の卒業生には、ステファン・デ・フライ、ヨルディ・クラーシ、ブルーノ・マルティンス・インディ、リュク・カスタイニョスなどがいる。

## 代表歴

### U-17オランダ代表
年代別のU-17オランダ代表としてプレーした。2009年、UEFA U-17欧州選手権2009に出場し、決勝まで進出した。

### イラク代表
A代表では、イラク代表を選択し、ブラジル代表戦でデビューした。
2015年、オーストラリアで開催されるAFCアジアカップ2015に出場するイラク代表に選出され、4位に入賞に貢献した。
その後4年間は代表には招集されなかったが、スレチコ・カタネッツによってAFCアジアカップ2019に挑むイラク代表に選出された。

## タイトル

### 個人
- プリメイラ・リーガ月間最優秀ゴール：2018